# 井伊直安
井伊 直安（いい なおやす）は、越後与板藩の第10代（最後）の藩主。直勝系井伊家14代。従二位勲三等。

## 生涯
嘉永4年（1851年）2月11日に彦根藩主・井伊直弼の四男として江戸で生まれたとされているが、弘化4年（1847年）に生まれたという説もある。文久2年（1862年）9月23日、先代藩主の直充が死去する直前に養嗣子となり、同年に養父が死去したために跡を継いだ。元治元年（1864年）12月に叙任する。慶応3年（1867年）2月に右京亮に叙任する。慶応4年（1868年）の戊辰戦争では官軍に与して功績を挙げた。明治2年（1869年）6月、版籍奉還により知藩事となり、藩政改革を行った。また戊辰戦争の影響で一旦閉校となった藩校・正徳館を再興し、その際藩士の子弟に限らず広く領民に就学を呼びかけ「極貧者でも良し。衣食住に欠ける者は校内に寄宿しても良い」と藩民皆学を奨励した。明治4年（1871年）7月、廃藩置県により与板県となると、免官されて東京へ移った。
慶應義塾を卒業し、明治5年（1872年）12月20日、兄の井伊直憲（元彦根藩主）と共に欧米を訪問する。明治17年（1884年）7月、華族令により子爵となる。明治25年（1892年）7月に従四位に叙せられる。明治29年（1896年）1月8日には補欠選挙で貴族院子爵議員に選出され、研究会に属し大正9年（1920年）12月3日まで在任した。明治30年（1897年）に正三位。大正11年（1922年）7月に従二位に昇叙、同年11月9日に長男の直方に家督を譲って隠居した。昭和10年（1935年）8月25日薨去。享年85。実父・直弼に対する敬慕の念が強く、父と同じ豪徳寺に埋葬されるのを生前から望んでいたため、同寺に墓が造られた。
墓碑の正面に「有安院殿惇德厚堂大居士」、右側面に「從二位勳三等井伊直安公墓」、左側面に「昭和十年八月二十五日薨」と刻む。

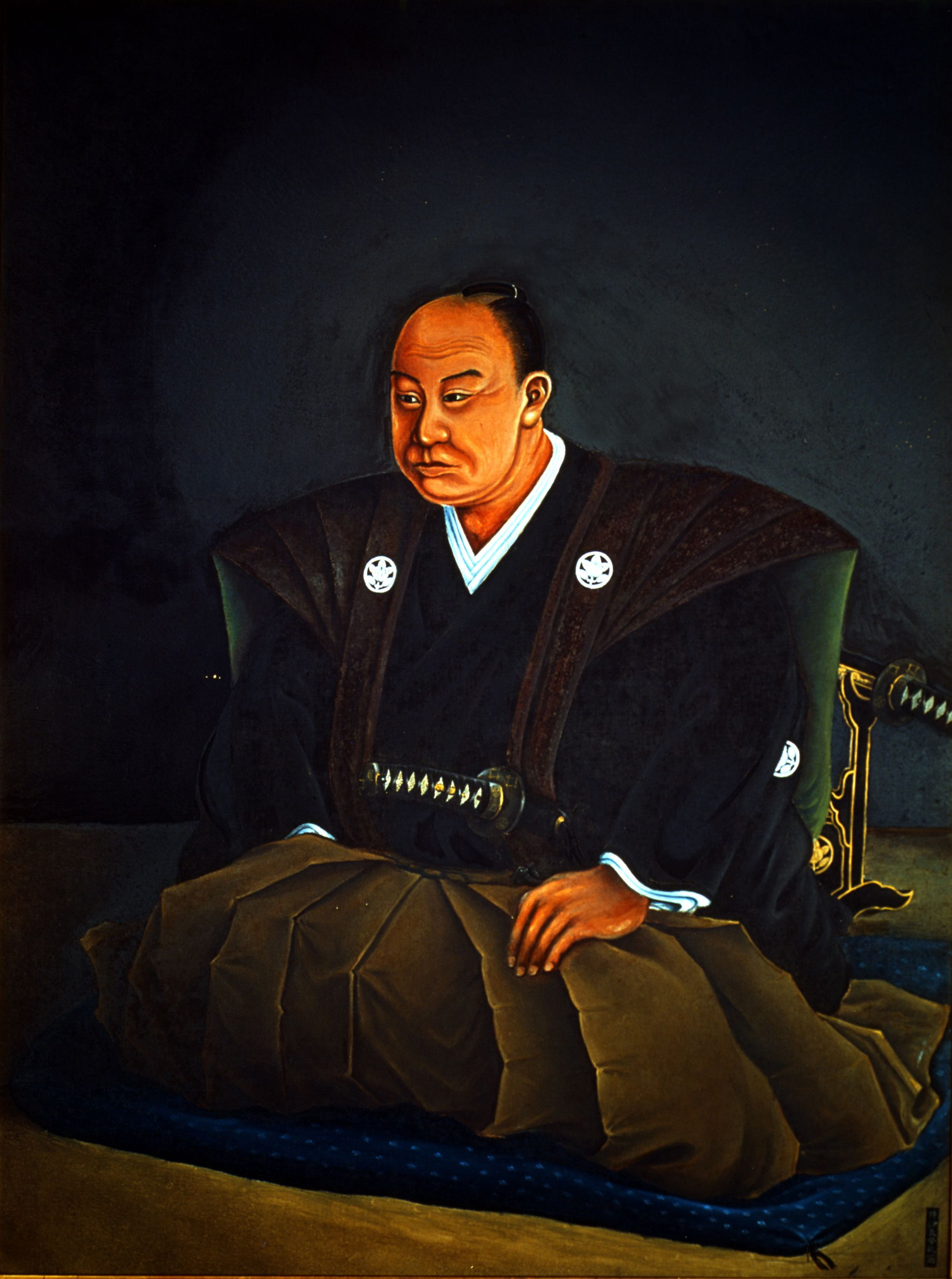
井伊直安が描いた『井伊直弼画像』。豪徳寺（東京都世田谷区）所在。世田谷区指定有形文化財（歴史資料）

直安は日本画・洋画を共に良くし、特に洋画は小山正太郎に師事して巧みだった。豪徳寺にある裃着用の直弼の肖像画（世田谷区指定有形文化財（歴史資料））は直安が描いている。父が暗殺された当時、直安は9歳であり、後年記憶だけで描いたと言われている。

## 家族
父母
- 井伊直弼（実父）
- 里和 ー 西村本慶の娘、側室（実母）
- 井伊直充（養父）

妻
- 榊原晴 ー 榊原政愛の養女、榊原政礼の娘（正妻）
- 松前増子 ー 松前崇広の娘（継妻）

子女
- 井伊直方（長男）
- 井伊雅二郎（次男）
- 井伊隆子 ー 毛利高範夫人（前妻）

養女
- 井伊賢子 ー 毛利高範夫人（後妻）、井伊直咸の娘
- 井伊繁 ー 戸田忠雄夫人、井伊直咸の娘